# 布伦丹·海伍德
布伦丹·托德·海伍德（英語：Brendan Todd Haywood，1979年11月27日—）是美国NBA联盟职业篮球运动员。他在2001年的NBA选秀中第1轮第20顺位被克里夫兰骑士选中。

## 職業生涯
布兰登·海伍德于2001年通过选秀进入NBA，先后效力于奇才、小牛、山猫和骑士等球队，2010-11赛季随小牛队获得NBA总冠军。